# Лунка-Банулуй (комуна)
Лунка-Банулуй (рум. Lunca Banului) — комуна у повіті Васлуй в Румунії. До складу комуни входять такі села (дані про населення за 2002 рік):
- Броскошешть (516 осіб)
- Кондря (63 особи)
- Лунка-Банулуй (2177 осіб) — адміністративний центр комуни
- Лунка-Веке (107 осіб)
- Оцетоая (872 особи)
- Редукань (2 особи)
- Фокша (196 осіб)

Комуна розташована на відстані 289 км на північний схід від Бухареста, 34 км на схід від Васлуя, 76 км на південний схід від Ясс, 130 км на північ від Галаца.

## Населення
За даними перепису населення 2002 року у комуні проживали 3933 особи. Усі жителі комуни рідною мовою назвали румунську.
Національний склад населення комуни:
| Національність | Кількість осіб | Відсоток |
| -------------- | -------------- | -------- |
| румуни         | 3932           | > 99,9%  |
| угорці         | 1              | < 0,1%   |

Склад населення комуни за віросповіданням:
| Релігія       | Кількість осіб | Відсоток |
| ------------- | -------------- | -------- |
| православні   | 3920           | 99,7%    |
| адвентисти    | 9              | 0,2%     |
| римо-католики | 4              | 0,1%     |